# Lybius bidentatus
Lybius bidentatus е вид птица от семейство Lybiidae.

## Разпространение
Видът е разпространен в Ангола, Бенин, Бурунди, Габон, Гана, Гвинея, Гвинея-Бисау, Екваториална Гвинея, Етиопия, Камерун, Република Конго, Демократична република Конго, Кот д'Ивоар, Кения, Либерия, Мали, Нигерия, Руанда, Сиера Леоне, Судан, Танзания, Того, Уганда, Централноафриканската република и Южен Судан.